# 荒诞主义 (文学)
荒诞主义是源于法国的一种文艺形式，最早由罗曼罗兰提出。
代表人物有奥地利的卡夫卡等。
荒誕主義（Absurdism）是一種哲學和藝術運動，強調人類存在的荒謬和無意義。它源於法國哲學家阿爾貝·加繆（Albert Camus）的思想，他在他的著作《局外人》（The Stranger）和《叛逆者》（The Rebel）中提出了這個概念。
荒謬主義認為，人類在宇宙中的存在是沒有意義的。它指出人類的渴望和追求意義和目的是徒勞無功的，因為宇宙本身是無情和無意義的。荒謬主義者相信，我們所處的世界是不可理解的，我們的努力去尋找意義和目的只會導致絕望和困惑。
儘管荒謬主義強調人類存在的無意義，但它也主張人們應該面對這個無意義，並通過接受和擁抱荒謬來找到生活的樂趣。荒謬主義者認為，通過承認人類存在的無意義，我們可以超越自我，並在生活的過程中創造自己的意義和價值。
在藝術領域，荒謬主義對戲劇、文學和電影等表現形式產生了重要影響。一些作品以荒謬的情節、角色和對話來反映人類存在的無意義。這種表現形式有時被用來嘲笑社會的虛偽和荒謬，或者探索人類存在的困境和無力感。
總之，荒謬主義是一種哲學和藝術運動，強調人類存在的無意義，並鼓勵人們接受荒謬並在其中找到生活的樂趣。它提醒我們，儘管我們無法理解宇宙的本質，但我們可以通過創造自己的意義和價值來體驗和享受生活。

## 相关连接
- 中国诗歌库
- 中国诗歌史 （页面存档备份，存于）